# Salustiano J. Zavalía
Salustiano José Zavalía (San Miguel de Tucumán, 8 de julio de 1837-Buenos Aires, 29 de junio de 1914) fue un abogado, periodista, magistrado y político argentino.
Fue diputado nacional por la provincia de Córdoba entre 1862 y 1864, interventor federal de la provincia de Tucumán en 1887, juez de la Corte Suprema de Justicia de la Nación Argentina entre 1887 y 1889, senador nacional por la Capital Federal entre 1889 y 1890 y ministro del Interior de la Nación en 1890, en los últimos meses de la presidencia de Miguel Juárez Celman.

## Biografía
Nació en San Miguel de Tucumán en 1837, hijo del también abogado y político Salustiano Zavalía y de Genuaria Iramain. Creció en Valparaíso (Chile), debido al exilio de su padre. Al regresar a la Argentina, se radicó en la ciudad de Córdoba, donde se recibió de doctor en jurisprudencia en la Facultad de Derecho de la Universidad Nacional de Córdoba. Allí conoció y entabló amistad con Ramón J. Cárcano y Miguel Juárez Celman. Se casó con Dolores Torres Cabrera, con quien tuvo once hijos.
Se dedicó al periodismo, fundando el diario El Imparcial (del cual fue redactor), y fue ministro en la gobernación de Marcos Paz. También fue legislador provincial, elegido en 1861, y diputado nacional por la provincia de Córdoba entre 1862 y 1864. Luego se radicó en la ciudad de Buenos Aires, ejerciendo como abogado y siendo redactor del periódico La Nación Argentina, dirigido por José María Gutiérrez. Más tarde desarrolló una carrera judicial como procurador fiscal, juez civil y camarista.
En 1887, el ya presidente Juárez Celman lo designó «veedor» en la provincia de Tucumán ante el conflicto que mantenía con el gobernador Juan Posse. Cuando este fue derrocado por una revolución encabezada por Lidoro Quinteros, Zavalía fue designado interventor federal. En dicho cargo convocó a elecciones, en las que triunfó Quinteros.
En septiembre de ese mismo año, fue designado juez de la Corte Suprema de Justicia de la Nación Argentina, por nominación de Juárez Celman, en reemplazo de José Trifón Domínguez y López Camelo. Allí se destacó por oponerse a la sentencia de expropiaciones para la apertura de la Avenida de Mayo. Se jubiló en abril de 1889, siendo reemplazado por Luis Vicente Varela.
En mayo de 1889, asumió como senador nacional por la Capital Federal en reemplazo de Antonino Cambaceres, quien había fallecido. Renunció para asumir como ministro del Interior de Juárez Celman (cuyo gobierno se encontraba debilitado por la crisis de 1890), siendo reemplazado en la cámara alta por Aristóbulo del Valle. Con Del Valle había mantenido una discusión en el recinto del Senado que culminó con un combate a duelo donde ambos resultaron ilesos.
También fue director de compañías de ferrocarriles. Tras su paso por el gobierno nacional, dejó de actuar en política. Falleció en Buenos Aires en 1914, a los 76 años.